# ФК Милутинац
ФК Милутинац је фудбалски клуб из Земуна, који се тренутно такмичи у Београдској зони. Назван је по Милутину Ивковићу Милутинцу, југословенском лекару и капитену Фудбалске репрезентације Југославије на првом Светском првенству.
Стадион Фудбалског клуба Милутинац налази се у Улици Наде Димић у Земуну. У његовој непосредној близини налази се један од погона Градског саобраћајног предузећа.